# Chītāpur
Chītāpur är en ort i Indien.   Den ligger i distriktet Gulbarga och delstaten Karnataka, i den centrala delen av landet, 1 300 km söder om huvudstaden New Delhi. Chītāpur ligger 411 meter över havet och antalet invånare är 30 139.
Terrängen runt Chītāpur är platt. Runt Chītāpur är det ganska tätbefolkat, med 248 invånare per kvadratkilometer. Närmaste större samhälle är Shāhābād, 14,7 km väster om Chītāpur. Trakten runt Chītāpur består till största delen av jordbruksmark.